# بلریو ۱۱۲۴۸
سیارک ۱۱۲۴۸ (به انگلیسی: 11248 Bleriot، نامگذاری:4354T-3) یازده هزار و دویست و چهل و هشتمین سیارک کشف شده‌است که در ۱۶ اکتبر ۱۹۷۷ کشف شد.
قدر مطلق سیارک برابر ۱۲.۹ است.